# Samudragupta

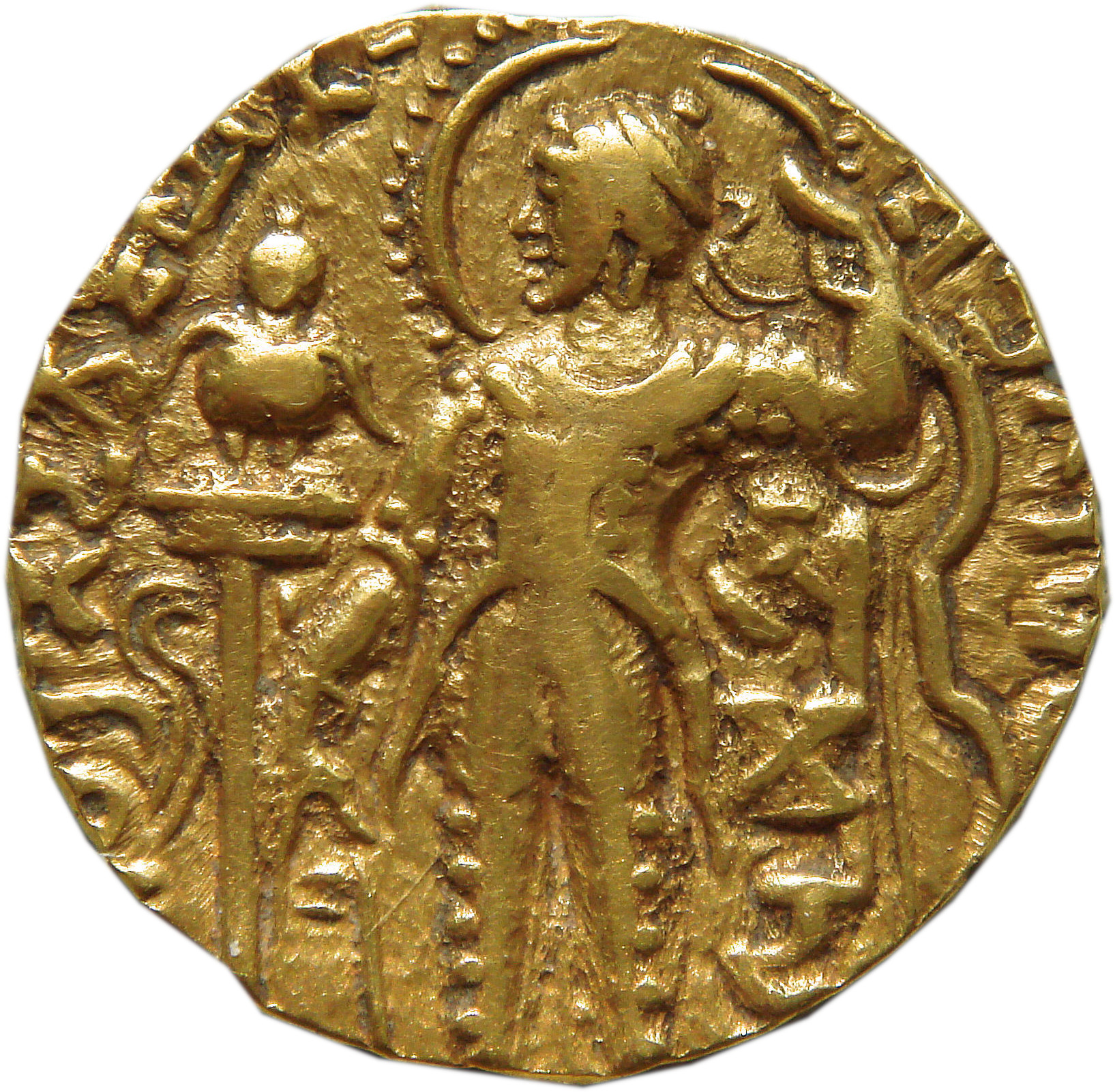
munt van Samudra-Gupta

Samudragupta was de maharajadhiraja (keizer) van het Guptarijk van 335-375.
Samudragupta was de zoon van Chandragupta I, de grondvester van het Guptarijk en zijn belangrijkste vrouw, de Licchavi-prinses Kumaradevi. Het is goed mogelijk dat een goed deel van het rijk dat hij erfde van de kant van zijn moeder kwam. Zelf wist hij het rijk door veroveringen nog groter te maken. In een opschrift op een pilaar die waarschijnlijk in 375 is opgericht in Prayaga (nu Allahabad), wordt vermeld hoe hij de 'onoverwonnen overwinnaar van onoverwonnen koningen' geworden was. Hij veroverde enige koninkrijken in wat nu Uttar Pradesh en Rajasthan is en wendde zich daarna naar het zuiden en veroverde de gehele oostzijde van India tot aan het tegenwoordige Chennai. Daarna kwam het noorden aan de beurt en moesten het tegenwoordige West-Bengalen, Madhya Pradesh, de rest van Uttar Pradesh en stukken van de Punjab en Rajasthan zijn gezag erkennen.
Op zijn munten komt de Garoedavogel voor als symbool van de god Vishnu, waar hij zichzelf een incarnatie van achtte. Hij wordt wel de Indiase Napoleon genoemd.